# Sellers Motor Car Company
Sellers Motor Car Company war ein US-amerikanischer Hersteller von Automobilen.

## Unternehmensgeschichte
Das Unternehmen wurde im Februar 1909 in Hutchinson in Kansas gegründet. Als Vorgängerunternehmen gilt die St. Joe Motor Car Company aus Elkhart in Indiana, die ihrerseits auf die Shoemaker Automobile Company aus Freeport in Illinois folgte. O. G. Sellers und Harry Shoemaker waren an allen drei Unternehmen beteiligt. Shoemaker war der Konstrukteur und außerdem als Superintendent für das Werk zuständig. Ende Mai 1909 waren Prototypen fertig. Im Juli 1909 begann die Serienproduktion von Automobilen. Der Markenname lautete Sellers.
Im gleichen Jahr nahmen zwei Fahrzeuge am Kansas-Colorado Endurance Run, einer Fernfahrt von Kansas nach Colorado, teil. Ein Fahrzeug erzielte ein perfektes Ergebnis, das andere erreichte die höchste Geschwindigkeit.
Pro Woche entstanden etwa drei Fahrzeuge. Die Zahl war zu gering, um die Kosten zu decken.
Im Juni 1912 wurde das Unternehmen durch die Central States Engineering Company übernommen, die Kupplungen herstellte. Guy C. Rexroad kaufte das Werk inklusive einiger fertiger Fahrzeuge, die er verkaufte. Außerdem übernahm er einige Teile, aus denen er weitere Fahrzeuge montierte. Nach Abverkauf beschränkte er sich auf die Reparatur der Fahrzeuge.

## Fahrzeuge
Das einzige Modell hatte einen Vierzylindermotor. 114,3 mm Bohrung und 146,05 mm Hub ergaben 5994 cm³ Hubraum. Der Motor leistete 35 PS. Die Motorleistung wurde über ein Vierganggetriebe und eine Kardanwelle an die Hinterachse übertragen. Das Fahrgestell hatte 284 cm Radstand. Der einzige angebotene Aufbau war ein offener Tourenwagen mit Platz für fünf Personen. Der Neupreis betrug 1700 US-Dollar.